# Superpuchar Turcji w piłce siatkowej kobiet (2023)
Superpuchar Turcji w piłce siatkowej kobiet 2023 – czternasta edycja rozgrywek o Superpuchar Turcji. O Superpuchar Turcji zagrał zwycięzca Pucharu Turcji 2023 - VakıfBank SK oraz finalista Fenerbahçe Opet Stambuł. Mecz odbył się w Stambule w hali TVF Burhan Felek Voleybol Salonu.

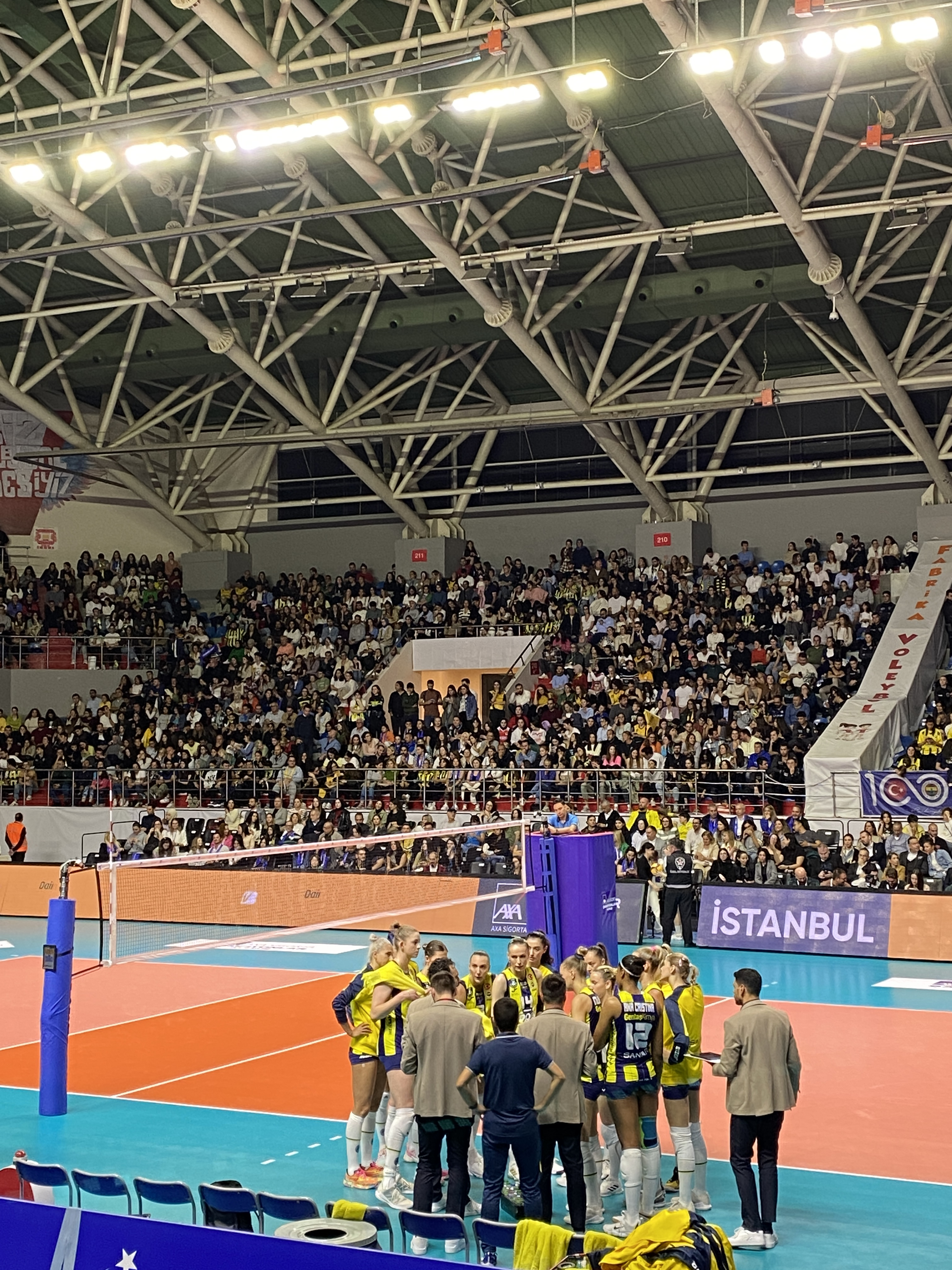
Siatkarki Fenerbahçe Opet Stambuł podczas jednego z czasów w trakcie meczu o Superpuchar Turcji 2023

## Mecz
| 11.10.2023 19:00 | Fenerbahçe Opet Stambuł | 2:3 (25:23, 22:25, 25:22, 23:25, 12:15) raport | VakıfBank SK | TVF Burhan Felek Voleybol Salonu, Stambuł Widzów: 5000 |

Fenerbahçe Opet Stambuł
| Nr    | Zawodniczka        | Pozycja | Punkty    | Zagrywka  | Zagrywka  | Zagrywka  | Przyjęcie | Przyjęcie | Przyjęcie   | Przyjęcie     | Atak      | Atak         | Atak        | Atak            | Atak      | Blok      |
| Nr    | Zawodniczka        | Pozycja | Suma      | Suma      | Błąd      | As        | Suma      | Błąd      | Pozytywne % | Perfekcyjne % | Suma      | Błąd w ataku | Zablokowana | Skończone ataki | %         | Blok      |
| ----- | ------------------ | ------- | --------- | --------- | --------- | --------- | --------- | --------- | ----------- | ------------- | --------- | ------------ | ----------- | --------------- | --------- | --------- |
| 1     | Hatice Gizem Örge  | L       |           |           |           |           | 16        | 1         | 50%         | 38%           |           |              |             |                 |           |           |
| 3     | Magdalena Stysiak  | A       | 31        | 9         | 2         | 1         |           |           |             |               | 55        | 7            | 3           | 28              | 51%       | 2         |
| 5     | Ergül Avcı         | Ś       | Nie grała | Nie grała | Nie grała | Nie grała | Nie grała | Nie grała | Nie grała   | Nie grała     | Nie grała | Nie grała    | Nie grała   | Nie grała       | Nie grała | Nie grała |
| 6     | Ada Korkmaz        | L       | Nie grała | Nie grała | Nie grała | Nie grała | Nie grała | Nie grała | Nie grała   | Nie grała     | Nie grała | Nie grała    | Nie grała   | Nie grała       | Nie grała | Nie grała |
| 7     | Cansu Çetin        | P       |           |           |           |           | 1         |           | 0%          | 0%            |           |              |             |                 |           |           |
| 8     | Aslı Kalaç         | Ś       | 11        | 17        | 3         |           | 1         |           | 100%        | 0%            | 10        |              |             | 7               | 70%       | 4         |
| 9     | Meliha Diken       | P       | 7         | 12        | 1         |           | 43        | 4         | 37%         | 19%           | 15        |              | 1           | 6               | 40%       | 1         |
| 10    | Arina Fiedorowcewa | P       | 18        | 15        | 4         |           | 34        | 3         | 47%         | 18%           | 48        | 5            | 8           | 15              | 31%       | 3         |
| 12    | Ana Cristina Souza | P       | Nie grała | Nie grała | Nie grała | Nie grała | Nie grała | Nie grała | Nie grała   | Nie grała     | Nie grała | Nie grała    | Nie grała   | Nie grała       | Nie grała | Nie grała |
| 13    | Meryem Boz         | A       | 1         | 7         | 0         | 1         |           |           |             |               |           |              |             |                 |           |           |
| 14    | Eda Erdem Dündar   | Ś       | 7         | 27        | 1         | 1         |           |           |             |               | 12        |              | 2           | 5               | 42%       | 1         |
| 15    | Irina Fietisowa    | Ś       | Nie grała | Nie grała | Nie grała | Nie grała | Nie grała | Nie grała | Nie grała   | Nie grała     | Nie grała | Nie grała    | Nie grała   | Nie grała       | Nie grała | Nie grała |
| 17    | Bojana Drča        | R       | 3         | 21        | 2         | 1         |           |           |             |               | 4         |              |             | 2               | 50%       | 0         |
| 18    | Buse Ünal          | R       | 1         |           |           |           |           |           |             |               | 1         |              |             |                 | 0%        | 1         |
| 88    | Beril Çoban        | R       | Nie grała | Nie grała | Nie grała | Nie grała | Nie grała | Nie grała | Nie grała   | Nie grała     | Nie grała | Nie grała    | Nie grała   | Nie grała       | Nie grała | Nie grała |
| Razem | Razem              | Razem   | 79        | 108       | 13        | 4         | 95        | 8         | 43%         | 21%           | 145       | 12           | 14          | 63              | 43%       | 12        |

VakıfBank SK
| Nr    | Zawodniczka         | Pozycja | Punkty    | Zagrywka  | Zagrywka  | Zagrywka  | Przyjęcie | Przyjęcie | Przyjęcie   | Przyjęcie     | Atak      | Atak         | Atak        | Atak            | Atak      | Blok      |
| Nr    | Zawodniczka         | Pozycja | Suma      | Suma      | Błąd      | As        | Suma      | Błąd      | Pozytywne % | Perfekcyjne % | Suma      | Błąd w ataku | Zablokowana | Skończone ataki | %         | Blok      |
| ----- | ------------------- | ------- | --------- | --------- | --------- | --------- | --------- | --------- | ----------- | ------------- | --------- | ------------ | ----------- | --------------- | --------- | --------- |
| 1     | Alexandra Frantti   | P       | 11        | 9         | 2         | 1         | 28        | 1         | 39%         | 18%           | 29        | 5            | 1           | 10              | 34%       | 0         |
| 3     | Cansu Özbay         | R       | 2         | 14        | 2         |           |           |           |             |               | 1         |              |             | 1               | 100%      | 1         |
| 4     | Karmen Aksoy        | Ś       | Nie grała | Nie grała | Nie grała | Nie grała | Nie grała | Nie grała | Nie grała   | Nie grała     | Nie grała | Nie grała    | Nie grała   | Nie grała       | Nie grała | Nie grała |
| 5     | Ayça Aykaç          | L       |           |           |           |           | 40        | 2         | 40%         | 30%           |           |              |             |                 |           |           |
| 6     | Begüm Kaçmaz        | Ś       | Nie grała | Nie grała | Nie grała | Nie grała | Nie grała | Nie grała | Nie grała   | Nie grała     | Nie grała | Nie grała    | Nie grała   | Nie grała       | Nie grała | Nie grała |
| 7     | Chiaka Ogbogu       | Ś       | Nie grała | Nie grała | Nie grała | Nie grała | Nie grała | Nie grała | Nie grała   | Nie grała     | Nie grała | Nie grała    | Nie grała   | Nie grała       | Nie grała | Nie grała |
| 10    | Gabi                | P       | 21        | 20        | 2         | 1         | 22        | 1         | 50%         | 32%           | 46        | 2            | 5           | 16              | 35%       | 4         |
| 11    | İdil Naz Başcan     | P       | Nie grała | Nie grała | Nie grała | Nie grała | Nie grała | Nie grała | Nie grała   | Nie grała     | Nie grała | Nie grała    | Nie grała   | Nie grała       | Nie grała | Nie grała |
| 12    | Bianka Buša         | P       | 1         | 4         | 1         |           | 4         |           | 75%         | 25%           | 5         | 1            | 1           | 1               | 20%       |           |
| 13    | Zeynep Sude Demirel | Ś       | Nie grała | Nie grała | Nie grała | Nie grała | Nie grała | Nie grała | Nie grała   | Nie grała     | Nie grała | Nie grała    | Nie grała   | Nie grała       | Nie grała | Nie grała |
| 14    | Aleksia Karutasu    | A       | 2         | 6         | 1         | 1         |           |           |             |               | 8         |              | 1           | 1               | 13%       |           |
| 16    | Aylin Acar          | L       | Nie grała | Nie grała | Nie grała | Nie grała | Nie grała | Nie grała | Nie grała   | Nie grała     | Nie grała | Nie grała    | Nie grała   | Nie grała       | Nie grała | Nie grała |
| 17    | Selin Çalışkan      | R       | Nie grała | Nie grała | Nie grała | Nie grała | Nie grała | Nie grała | Nie grała   | Nie grała     | Nie grała | Nie grała    | Nie grała   | Nie grała       | Nie grała | Nie grała |
| 18    | Zehra Güneş         | Ś       | 6         | 18        | 2         | 2         | 1         |           | 0%          | 0%            | 8         |              | 1           | 3               | 38%       | 1         |
| 20    | Sarah van Aalen     | R       |           |           |           |           |           |           |             |               |           |              |             |                 |           |           |
| 21    | Bahar Akbay         | Ś       | 9         | 21        | 3         | 2         |           |           |             |               | 8         | 1            |             | 4               | 50%       | 3         |
| 23    | Jordan Thompson     | A       | 29        | 17        | 1         | 1         |           |           |             |               | 44        | 1            | 3           | 23              | 52%       | 5         |
| Razem | Razem               | Razem   | 81        | 109       | 14        | 8         | 95        | 4         | 43%         | 26%           | 149       | 10           | 12          | 59              | 40%       | 14        |